# Camillina balboa
Camillina balboa (Platnick & Shadab, 1982) è un ragno appartenente alla famiglia Gnaphosidae.

## Etimologia
Il nome proprio deriva dalla città panamense di Balboa

## Caratteristiche
L'olotipo femminile rinvenuto ha lunghezza totale è di 3,12mm; la lunghezza del cefalotorace è di 1,19mm e la larghezza è di 0,90mm

## Distribuzione
La specie è stata reperita nel Panama centrale: nei dintorni della città di Balboa, appartenente alla zona del Canale di Panama e nella Colombia settentrionale: sulla Sierra Nevada de Santa Marta, nel dipartimento di Magdalena

## Tassonomia
Al 2015 non sono note sottospecie e dal 1987 non sono stati esaminati nuovi esemplari